# Magi
 "Trolderi" omdirigeres hertil. For tegnefilmserien med navnet, se Trolderi (tegnefilm).
Magi (muligvis fra protoindoeuropæisk *magh- "at formå", "at have magt", jf. ordet "maskine" ) betegner udnyttelsen af overnaturlige kræfter til at påvirke virkelighedens verden ved hjælp af ritualer, symboler, handlinger, fagter og sprog. Andre ord for magi er trolddom, trolderi, hekseri og kogleri - og magi har talrige underkategorier som åndemaneri, forbandelser, nekromantik, healing og spådomskunst. En magiker kan kaldes troldkarl, troldmand, troldkvinde, heks, heksedoktor, åndemaner eller kogler.
Magi som kategori adskilt fra religion blev først bredt anerkendt i jødedommen, der nedgjorde magi som en hedensk tilbedelse til at formilde og modtage ydelser fra andre guder end Jahve. Hanegraaff hævder, at magi i virkeligheden er "et stort polemisk koncept, der har været brugt af religiøse interessegrupper enten til at beskrive deres egen religiøse tro og praksis eller - oftere - at miskreditere andres." 
Moderne teorier om magi kan ses som resultat af en universel sympati, hvor en handling kan føre til resultater et andet sted eller som et samarbejde med ånder, som forårsager effekten. Troen på og praktisering af magi har været til stede siden de tidligste menneskelige kulturer og har fortsat en vigtig åndelig, religiøs og medicinsk betydning i mange kulturer.  Magi betragtes ofte med mistro af det omgivende samfund, og praktikeres undertiden i isolation og hemmeligholdelse.
Moderne vestlige magikere oplyser, at magiens primære formål er personlig, åndelig vækst.
Magiske ritualer er præcist definerede handlinger i arbejdet med magi. Magi benytter tale og symboler, der menes at være effektive. Udførelsen af magi involverer næsten altid brug af sproget. En anden potentiel kilde til kraften af ord er deres mystifikation og eksklusivitet. Besiddelsen af magisk viden alene kan være utilstrækkelig; ofte skal magikeren også have magiske genstande, egenskaber eller livserfaringer. I ikke-videnskabelige selskaber opfattes magiske angreb som viden, der nogle gange bruges til at forklare personlig eller samfundsmæssig ulykke.
Det primære perspektiv på magi i antropologi er funktionalistiske, symbolistiske og intellektualistisk. Udtrykket "magisk tænkning" i antropologi, psykologi og kognitionsvidenskab refererer til en kausal forståelse som ofte involverer associativ tænkning, såsom sindets evne til at påvirke den fysiske verden, eller at forveksle korrelationer med en materialistisk årsagssammenhæng. Psykologiske teorier behandler magi som et personligt fænomen til at opfylde individuelle behov (i modsætning til et socialt fænomen, der tjener et kollektiv formål). Troen på, at man kan påvirke overnaturlige kræfter ved bøn, offer eller fremmanen kan spores helt tilbage til forhistorisk religion og magi optræder i de allerældste optegnelser såsom de egyptiske pyramidetekster og de indiske Vedaer.

## Fælles træk ved magisk praksis

### Ritualer
Magiske ritualer er præcist definerede handlinger, som bruges til at arbejde med magi. Bronisław Malinowski beskriver rituelt-sprog som besiddende en høj "koefficient på underlighed". Han mener, at det sprog, der anvendes i ritualer er gammeldags og ud over det sædvanlige, som hjælper med fremme den rette tankegang til at tro på ritualet. S. J. Tambiah bemærker dog, at selv om kraften af ritualet siges at opholde sig i ordene, "bliver ordene kun effektive, hvis ytret i et meget specielt sammenhæng med andre handlinger." Disse andre handlinger består typisk af fagter, der udføres eventuelt med specielle objekter på et bestemt sted eller tid. Objekt, placering og udøver kan kræve rituelrensning på forhånd. Denne anbefaling drager en parallel til Felicity betingelserne J.L. Austin kræver af performative udtalelser. Med "performativ" mener Austin, at den rituel handling selv opnår det erklærede mål. For eksempel kan en bryllupsceremoni forstås som et ritual, og kun ved korrekt udførelse af ritualet kan vielsen finde sted. Émile Durkheim understreger betydningen af ritualer som et redskab til at opnå " kollektiv styrke", det tjener til at hjælpe det samlede selskab. På den anden side, sammenligner nogle psykologer sådanne ritualer til besættelse-kompulsiv ritualer, der konstaterer, at opmærksomhedsgradens fokus falder på et lavere niveau repræsentation af enkle bevægelser. Dette resulterer i målets ned gradering, som de rituelle steder ligger mere vægt på at udføre ritualet helt rigtigt end på forbindelsen mellem ritual og målet.

## Tanken bag magi
I voodoo-traditionen fra New Orleans anvendes en dukke af offeret, som påføres lidelse eller helbredelse, alt efter magikerens ønske. Traditionen med dukker kendes også fra Norden, hvor voksbørn indgik som en del af folketroen. Disse traditioner har ofte været associeret med "sort magi".
Nogle mener, at magi er en teknologi, som man ikke behersker og eksperimenter, som ikke kan gentages. Vellykket gentagelse er en af forudsætningerne for at kunne betegne noget som videnskab. Andre anser magi for en videnskab, som holdes hemmelig for de uindviede. Antropologen Bronislaw Malinowski mener, at videnskab og magi begge udnytter lovmæssigheder. Videnskaben benytter naturlove, mens magi forsøger at bryde dem. Videnskab bruges i områder, hvor man har viden og kontrol. Magi er et forsøg på at kontrollere det, der ikke kan kontrolleres af videnskaben.
Generelt er der et stort behov for at få forklaret den mangfoldige virkelighed, som verden består af og behovet for magi og magiske forklaringer vil nok altid være til stede og overtage dér, hvor videnskaben stopper. Magi bruges, når mennesket med sin fornuft ikke kan kontrollere en given situation. Magi kan på denne måde få individet til at føle tryg- og sikkerhed. Derfor er magi et psykisk behov. Desuden binder magi mennesker sammen i fællesskaber, organiserer og løser de konflikter, der altid vil forekomme i et samfund.
Magi er ofte bundet til religion i den forstand, at magikeren har et eller andet forhold til det guddommelige.
I mere moderne form skelnes mellem "den sorte skole", "den gule skole" og "den hvide skole" af magikere. Begreberne defineres af Aleister Crowley i Magick without Tears. Forskellene er ikke baseret på etiske overvejelser, men på erkendelsestrin og personlig udvikling, som kan tage forskellige retninger i den initiatoriske proces.
Magi deles traditionelt op i sort og hvid magi. "Hvid magi" arbejder i harmoni med det guddommelige for at helbrede, hvor sort magi arbejder modsat for f.eks. at skabe en forbandelse.

## Magi i Danmark og Norden
I vikingetiden var magi, "sejd", for de fleste en realitet, og guden Odin var den store magiker. I sagaerne omtales flere mandlige end kvindelige magikere, og en kvindelig magiker solgte sine tjenester. Oplæring i magi ser også ud til at være foretaget af kvinder. Den almindeligste form for magi i norrøn tid var spådomsevne, "fremsynethed" og højt værdsat. 

### Magi i sagaerne
I Eyrbyggja saga fortælles om striden mellem de to magikere Katla og Geirrid. Den onde Katla forsøgte at skjule sin søn, der havde begået et lovbrud, ved at omskabe ham til en gris. Med sin magi gjorde hun en mand syg i flere måneder, og det endte med, at hun blev stenet. Geirrid brugte derimod sin magi til at finde Katlas søn, så han måtte vedgå sit lovbrud. I Eyrbyggja saga fortælles også om Torodds gamle, blinde fostermor. Hun kunne på brølet fra en af gårdens okser høre, at den kom til at dræbe et menneske. Hun bad derfor Torodd om at dræbe den, men han lyttede ikke til hende og blev stanget ihjel af den. Njåls kone, Bergtora, i Njåls saga havde en gammel fostermor, der advarede om, at en bunke græs på gårdspladsen ville blive benyttet til at sætte ild på gården, så Njål og Bergtora kom til at brænde inde. De ignorerede hende og blev indebrændt. "Sundfyldersken" var tilnavn til Turid, der i et uår i Hålogaland fyldte sundene med fisk. Turid flyttede senere til Island, hvor bønderne troede, hun kunne fylde eller tømme havet for fisk og dermed få magt over dem. Turid tjente ligesom Geirrid fællesskabets interesser og blev respekteret. 
I Kormaks saga dræbte Kormak magikeren Torveigs to sønner og jagede hende fra hus og hjem. Ingen af hendes mandlige slægtninge ville hævne hende, og magi var hendes eneste udvej for hævn. Kormak var trolovet med Steingerd, og Torveig hævnede sig ved at gøre ham impotent. Han mødte derfor ikke frem til sit bryllup, og Steingerd endte med at gifte sig med en anden. Kormak havnede dermed i konflikt med Steingerds første og sidenhen hendes anden ægtemand. Undervejs til Norge mente Kormak, at se Torveigs øjne i en hvalros, der kom op på siden af skibet. Han dræbte hvalrossen med sit spyd, og samtidig blev Torveig syg på Island og døde. Sagaforfatteren indtager en dobbelt holdning til hendes magi: Hun havde en retfærdig sag mod Kormak, og magi var den eneste måde, hun kunne vinde i en fejde. Samtidig var "sort magi" forbudt efter lov og æresbegreber. 

### Magi i nordisk middelalder
Troen på magi og trolddom var udbredt i middelalderen. Den blev brugt i dagligdagen i den almindelige befolkning og udøvet af kloge mænd og kloge koner som var jordemødre, læger og dyrlæger. De kendte til urternes kraft og kunne hjælpe med huskeråd og remser, besværgelser, helbredelse, spådom, at uddrive ånder og kaste forbandelser. Selv om både hvid og sort magi var kætteri, blev magien stort set tolereret af Kirken og statsmagten, men kom der konflikt og strid folk imellem, kunne der dømmes for at udføre trolddom, og der kunne rejses erstatningskrav.
Kirkens hekseprocesser (og hekseafbrændinger) tog først fart i Danmark efter middelalderens afslutning med Reformationen i 1536.
Den eneste kendte retssag om magi fra norsk middelalder er sagen mod enken Ragnhild med tilnavnet "Tregagås" fra Fusa ved Bergen. Hun havde gjort sig skyldig i incest ved sit forhold til sit næstsøskendebarn Bård, mens hendes mand endnu var i live. Da Bård giftede sig med Bergljot, gemte Ragnhild fem ærter og fem brød i de nygiftes seng. Hun satte et sværd ved sengen og fremsagde en besværgelse: "Jeg kaster Ganduls ånder fra mig; én bider dig i ryggen, en anden bider dig i brystet, den tredje påfører dig had og misundelse." Ifølge biskoppen i Bergen, Audfinn Sigurdsson, var Ragnhild "forfalden til den kætterske overtros afveje". 3. november 1324 tilstod alt hun i præstegården i Fusa. Sagen kom hurtigt i folkemunde. Rygterne kom gejstligheden i Bergen for øre, og biskoppen bestemte sig for at gribe ind. I januar 1325 blev Ragnhild stævnet for kirkens domsret i Bergen og konfronteret med rygterne. Ved afhøringen afviste hun alle beskyldninger, og vidner måtte indhentes. I februar blev fire mænd fra Os præstegæld indkaldt. Under trusler fra byfogeden tilstod hun 8. februar alt, hvad vidnerne havde fortalt. Ved at overgive sig til djævelen mente hun at have forårsaget Bårds skilsmisse fra Bergljot. Han var rejst nordpå til Hålogaland, og Ragnhild fulgte efter. Hun mente at have magt over Bårds liv og død. Hvis han ikke gjorde, som hun sagde, ville hun fortælle sin mand det hele, så han kunne dræbe Bård for incest og hor. Besværgelserne havde hun lært i sin ungdom hos Sørle Sukk.
I et brev fra biskop Audfinn fremgår det, at Ragnhild efter et længere fængselsophold gradvis fik fornuften tilbage efter vågenætter, gråd, stadig bøn og faste. Fordi hun afsvor sin vildfarelse og heller ikke var helt tilregnelig i den tid, da forbrydelsen blev begået, afsagde biskoppen en mild dom, og straffen skulle opfattes som en "heldbringende pønitense". Efter råd fra kanniker, prælater og munke i Bergen befalede biskoppen Ragnhild at faste på vand og brød et par gange om ugen og andre dage i årets løb. Dertil blev hun idømt en syv års pilgrimsfærd til helligsteder uden for Norge. Hvis hun ikke efterkom dommen, ville sagen blive overført til værdslige myndigheder, hvor hun ville anses som skyldig i tilbagefald til kætteri. Det ser ud til, at man anså "kætteri" og "magi" for to sider af samme sag, idet den katolske kirke på den tid ikke viste interesse for kætteri, der udtryktes gennem magi. 

### Magi i renæssancen
Kloge koner og mænd var også udbredte i renæssancen. I de første hundrede år efter reformationen i 1536 blev der slået meget hårdt ned på dem, der blev mistænkt for at bedrive trolddom. I 1540 kun fire år efter fandt den første heksebrænding sted i Danmark. Den sidste fandt sted i 1641, men hekseprocesser med hængninger fortsatte langt op i 1800-tallet.
12. oktober 1617 udstedte Christian 4. forordningen Om Troldfolk og deris Medvidere. Forordningen var et led i kongens indsats for religiøs ensretning af Danmark-Norge, og skulle også rydde op i begrebsforvirringen omkring trolddom. Loven skilte nu mellem harmløse "kloge koner" og "rette troldfolk". Ifølge lovteksten skulle "signeri", dvs. hvid magi for at kurere sygdom, ikke give dødsstraf, men straffen begrænses til landsforvisning og tab af ejendom. Sort magi blev derimod dømt lige strengt. Enhver fundet skyldig i "diabolisme" (pagt og/eller omgang med djævelen) eller maleficium (trolddom i ond hensigt) skulle "straffis paa deris Hals uden ald Naade". Hekserilovgivning i Danmark og Norge blev først formelt ophævet i 1842, men regnes som sovende fra omkring 1700. Så sent som i slutningen af 1800-tallet blev der i Norge indsamlet mere end 1.500 velmenende trolddomsformularer anvendt blandt almuen.
I 1700-tallet begyndte den videnskabelige medicin og lægekunst at vinde indpas, men selv i 1771 var der kun 13 uddannede læger i provinsen. De universitetsuddannede læger så ned på de almindeligt anvendte jordemødre og kloge mænd og koner og anså deres praksis for virkningsløs, hårdhændet og farlig. Deres praksis blev betegnet som kvaksalveri. I 1714 kom jordemødreforordningen, som blandt andet forbød brugen af hjemmelavede "medikamenter", og i 1760'erne blev de første jordemoderskoler opført.
Jens Christian Svabo berettede fra sin rejse til Færøerne i 1781/82, at "islændingene skal have nedsænket et galdrebrev ved Færøerne, og siden skal det færøske fiskeri ikke længere være så godt." Galder var trolddomskraften, Nordens hekse blev mistænkt for, da de i 1600-tallet blev dømt til at dø på bålet. I Norge måtte man ikke tælle de fisk, man havde fanget, før fiskeriet var endt, for ellers fik man ikke meget. Fik man ingen fisk, kunne man fremsige en trylleformel ved vandet:
Så står jeg på en sten,
så får jeg mig et fiskeben.
Så står jeg på en tue,
så får jeg mig et fiskehue [fiskehoved].
Så står jeg på en stok,
så gjør jeg F både sjæl og krop,
så får jeg fisk nok.

## Magisk litteratur
- Heinrich Cornelius Agrippa: De Occulta Philosophia (1531)
- Eliphas Levi: Dogme et Rituel de la Haute Magie (1855)
- Pseudo-Salomon: Clavicula Salomonis (oversat af Samuel Lidell MacGregor Mathers i 1888 som The Key of Solomon the King)
- Goetia
- Arthur Edward Waite: The Book of Black Magic and of Pacts
- Aleister Crowley: Book 4 og Magick in Theory and Practise (London 1929)
- Erwin Neutzsky-Wulff: Okkultisme (1985) og Magi (1986)
- Illobrand von Ludwiger: Universet i seks dimensioner : magi, mystik og alkymi i videnskabeligt perspektiv (Rosenkilde & Bahnhof, 2015)